# Erit sicut cadaver
 Erit sicut cadaver  (лат. «Точно труп») — выражение полной покорности.

## История
Считается, что выражение принадлежит монашескому ордену иезуитов и взято из его устава. Оно означало беспрекословное повиновение. Автором этого девиза считают Лойолу, который писал: «Каждый из вступивших в орден должен предоставить провидению, в лице своих начальников, так управлять собою, как если бы он был трупом, которому можно придать любое положение…» Отмечается, однако, что ещё раньше, чем Лойола написал свои «Духовные упражнения» и «Конституции», один из шейхов высказывал в своих трудах те же мысли: «Пребудешь в руках шейха, как тело в руках мойщика трупов». Незадолго до своей кончины Лойола продиктовал последние наставления, в которых повторил свою мысль: «Я должен вверить себя в руки Господа и того, кто управляет мной от Его имени, подобно трупу, не имеющему разума и воли».
Считается, что на момент создания ордена иезуитов формула беспрекословного подчинения была «двигателем, необходимым для функционирования Общества, как оно необходимо для функционирования армии». Впоследствии эту же формулу как образец для подражания взял для себя основатель Ордена иллюминатов Вейсгаупт

## Пример употребления
В «Словаре латинских крылатых слов» приводится пример употребления этого латинского выражения, взятый из переписки И. С. Тургенева с Е. Е. Ламберт: «Я сперва очень удивился, когда узнал из Вашего письма, что Вы боялись, как бы я не оскорбился прежним Вашим письмом; да, я сперва удивился, — а потом опечалился при мысли, что увы! ничего в мире не может более оскорбить меня. Меня могут ударить — и если только не больно будет, — я и не замечу. Perinde ac cadaver. (И. С. Тургенев — Е. Е. Ламберт, 6(18).VII.1863.)»
Другой пример взят из работы  К. Маркса и Ф. Энгельса: «Бакунину — требуется только тайная организация сотни людей, привилегированных представителей революционной идеи, находящийся в резерве генеральный штаб, сам себя назначивший и состоящий под командой перманентного „гражданина Б“. Единство мысли и действия означает не что иное, как догматизм и слепое повиновение. Perinde ac cadaver. Перед нами настоящий иезуитский орден. (К. Маркс и Ф. Энгельс, Альянс социалистической демократии и международное товарищество рабочих.)»